# 변요한
변요한(1986년 4월 29일 ~ )은 대한민국의 배우이다.

## 출신 학교
- 선학중학교 졸업
- 제일고등학교 졸업
- 한국예술종합학교 연극원 연기과 중퇴

## 출연 작품

### 영화
| 연도 | 제목                     | 역할               | 비고     |
| ---- | ------------------------ | ------------------ | -------- |
| 2011 | 토요근무                 | 김도연             | 단편영화 |
| 2011 | 열일곱, 그리고 여름      | 태구               | 단편영화 |
| 2011 | 재난영화                 | 변요한             | 단편영화 |
| 2012 | 목격자의 밤              | 유지훈             | 단편영화 |
| 2012 | 매직 아워                | 상훈               | 단편영화 |
| 2012 | 리타르단도               | 최유성             | 단편영화 |
| 2012 | LIVE                     | 기태               | 단편영화 |
| 2012 | 까마귀 소년              | 범준               | 단편영화 |
| 2012 | 피크닉 투게더            | 타쿠야             | 단편영화 |
| 2012 | FLAMINGO                 | 명욱               | 단편영화 |
| 2012 | 어떤 저녁                | 남자               | 단편영화 |
| 2012 | 범죄소년                 | 도너츠가게 손님 남 | 단역     |
| 2013 | 노리개                   | 박지훈             |          |
| 2013 | 감시자들                 | 엠쓰리             |          |
| 2013 | 세 개의 거울 - TRAP      | 요한, 스토커       | 단편영화 |
| 2013 | 현수 이야기              |                    | 단편영화 |
| 2014 | 타이레놀                 | 박종수             | 단편영화 |
| 2014 | 들개                     | 박정구             |          |
| 2014 | 우는 남자                | 송준기             |          |
| 2015 | 소셜포비아               | 김지웅             |          |
| 2015 | 마돈나                   | 임혁규             |          |
| 2016 | 탐정 홍길동: 사라진 마을 | 광은회 미행남      | 특별출연 |
| 2016 | 당신, 거기 있어줄래요    | 젊은 한수현        |          |
| 2016 | Nowhere Boy              | 범준               |          |
| 2017 | 하루                     | 이민철             |          |
| 2018 | 별리섬                   | 한기탁             | 단편영화 |
| 2021 | 자산어보                 | 장창대             |          |
| 2021 | 보이스                   | 한서준             |          |
| 2021 | 태양은 움직이지 않는다   | 데이비드 김        | 일본영화 |
| 2022 | 한산: 용의 출현          | 와키자카           |          |
| 2024 | 그녀가 죽었다            | 구정태             |          |

### 드라마
- 2012년 OCN 일요 11부작 미니시리즈 《뱀파이어 검사 2》 - 1화 〈폭력의 역사〉 편 ... 김준 역
- 2014년 tvN 금토 드라마 《미생》 ... 한석율 역
- 2015년 tvN 금토 드라마 《구여친클럽》 ... 방명수 역
- 2015년 SBS 월화 특별기획 드라마 《육룡이 나르샤》 ... 이방지(땅새) 역
- 2018년 tvN 주말 특별기획 드라마 《미스터 션샤인》 ... 김희성 역
- 2024년 Disney+ 오리지널 드라마 《삼식이 삼촌》 ... 김산 역
- 2024년 MBC 금토 드라마 《백설공주에게 죽음을-Black Out》 … 고정우 역
- 2025년 KBS2 수목 드라마  《리본》 … 백범 김구 역

### 웹예능
- 2024년 유튜브 《핑계고》

### 뮤지컬
- 2016년 《헤드윅》 헤드윅 역

### 뮤직비디오
- 2015년 정준일 - 너에게
- 2024년 조용필 - 그래도 돼

### 광고
- 2018년 이그니스 - 랩노쉬 푸드 쉐이크
- 2018년 - 밀리의 서재
- 2021년 - 아이디얼 포맨 퍼펙트 올인원
- 2022년 - 삼진제약 - 안정액
- 2024년 - bbq

## 그 밖의 활동

### 음반
- 2015년 《육룡이 나르샤 OST Part 3》 - 무이이야
- 2016년 《육룡이 나르샤 OST Part 8》 - 청산별곡
- 2016년 《당신, 거기 있어줄래요 OST》- 당신의 모습 (with. 김윤석)

### 경력
- 2015년 제14회 미쟝센 단편 영화제 4만 번의 구타 부문 명예심사위원

## 수상 및 후보
| 연도 | 시상식                                  | 부문                                    | 작품                          | 결과 |
| ---- | --------------------------------------- | --------------------------------------- | ----------------------------- | ---- |
| 2014 | 제40회 서울독립영화제                   | 독립스타상                              | 소셜포비아                    | 수상 |
| 2015 | 제2회 들꽃영화상                        | 신인남우상                              | 들개                          | 후보 |
| 2015 | 제51회 백상예술대상                     | 영화부문 남자 신인연기상                | 소셜포비아                    | 후보 |
| 2015 | 제24회 부일영화상                       | 신인남자연기상                          | 소셜포비아                    | 수상 |
| 2015 | 제36회 청룡영화상                       | 신인남우상                              | 소셜포비아                    | 후보 |
| 2015 | 씨네21 영화상                           | 올해의 남자신인배우                     | 소셜포비아                    | 수상 |
| 2015 | 제15회 대한민국청소년영화제             | 청소년이 뽑인 인기영화인상              | 빈칸                          | 수상 |
| 2015 | KAPA FILMS                              | 다다익선상                              | 빈칸                          | 수상 |
| 2015 | 제4회 에이판 스타 어워즈                | 남자 신인연기상                         | 미생                          | 수상 |
| 2015 | 제4회 한국영화배우협회 스타의 밤 시상식 | 한국영화 인기스타상                     | 소셜포비아                    | 수상 |
| 2015 | SBS 연기대상                            | 뉴스타상                                | 육룡이 나르샤                 | 수상 |
| 2015 | SBS 연기대상                            | 장편드라마부문 남자 우수연기상          | 육룡이 나르샤                 | 수상 |
| 2016 | 제7회 올해의 영화상                     | 신인남우상                              | 소셜포비아                    | 수상 |
| 2016 | 제21회 춘사영화상                       | 신인남우상                              | 소셜포비아                    | 후보 |
| 2016 | 제52회 백상예술대상                     | TV부문 남자 신인연기상                  | 육룡이 나르샤                 | 후보 |
| 2016 | 제52회 백상예술대상                     | TV부문 남자 인기상                      | 육룡이 나르샤                 | 후보 |
| 2016 | 한국영화아카데미                        | 한국영화아카데미를 빛낸 10인의 파수꾼상 | 빈칸                          | 수상 |
| 2017 | 제1회 한국뮤지컬어워즈                  | 남우신인상                              | 헤드윅                        | 후보 |
| 2017 | 제37회 황금촬영상                       | 촬영감독이 선정한 인기상                | 당신, 거기 있어줄래요         | 수상 |
| 2017 | 제54회 대종상                           | 신인남우상                              | 당신, 거기 있어줄래요         | 후보 |
| 2019 | 제14회 숨피 어워즈                      | 최우수조연상 남자부문                   | 미스터 션샤인                 | 후보 |
| 2021 | 제57회 백상예술대상                     | 영화부문 남자 최우수연기상              | 자산어보                      | 후보 |
| 2021 | 제30회 부일영화상                       | 남우주연상                              | 자산어보                      | 후보 |
| 2021 | 제42회 청룡영화상                       | 남우주연상                              | 자산어보                      | 후보 |
| 2021 | 제22회 부산영화평론가협회상             | 남자연기자상                            | 자산어보                      | 수상 |
| 2021 | 제29회 대한민국 문화연예대상            | 영화부문 남자 최우수연기상              | 보이스                        | 수상 |
| 2022 | 제20회 디렉터스 컷 어워즈               | 올해의 남자배우상                       | 자산어보                      | 후보 |
| 2022 | 제10회 대한민국 예술문화인대상          | 영화배우부문                            | 빈칸                          | 수상 |
| 2022 | 제17회 아시아모델페스티벌               | 연기자부문 아시아스타상                 | 빈칸                          | 수상 |
| 2022 | 제8회 아시아 스타 어워즈                | 아시아스타상                            | 빈칸                          | 수상 |
| 2022 | 제31회 부일영화상                       | 남자부문 올해의 스타상                  | 한산: 용의 출현               | 수상 |
| 2022 | 제43회 청룡영화상                       | 남우조연상                              | 한산: 용의 출현               | 수상 |
| 2022 | 제58회 대종상                           | 남우조연상                              | 한산: 용의 출현               | 수상 |
| 2023 | 제21회 디렉터스 컷 시상식               | 올해의 남자배우상                       | 한산: 용의 출현               | 후보 |
| 2023 | 제59회 백상예술대상                     | 영화부문 남자 조연상                    | 한산: 용의 출현               | 수상 |
| 2024 | 제3회 청룡 시리즈 어워즈                | 남우주연상                              | 삼식이 삼촌                   | 후보 |
| 2024 | 제11회 서울국제영화대상                 | 남우주연상                              | 그녀가 죽었다                 | 수상 |
| 2024 | 제10회 에이판 스타 어워즈               | 중편드라마부문 남자 우수연기상          | 백설공주에게 죽음을-Black Out | 후보 |
| 2024 | MBC 연기대상                            | 대상                                    | 백설공주에게 죽음을-Black Out | 후보 |
| 2024 | MBC 연기대상                            | 미니시리즈부문 남자 최우수연기상        | 백설공주에게 죽음을-Black Out | 후보 |
| 2024 | MBC 연기대상                            | 베스트 액터상                           | 백설공주에게 죽음을-Black Out | 수상 |